# Leonid Culiuc
Leonid Culiuc (n. 11 august 1950, Bălți) este un fizician moldovean, specialist în electrofizică. A absolvit Institutul Politehnic din Chișinău. Doctorantura Universitatii Lomonosov din Moscova. A fost ales ca membru corespondent al Academiei de Științe a Moldovei.

## Biografie[2]
A absolvit școala N. 1 din Chișinău în anul 1967 și a fost admis la |Institutul Politehnic din Chișinău]] în același an. A studiat în deplasare la catedra de procese ondulatorii a facultății de fizică a Universității din Moscova (șef de catedră Rem Hohlov). Ulterior a lucrat la Institututul de fizică a Institutului de fizică aplicată de la Chișinău în laboratorul condus de Sergiu I. Rădăuțanu. În anul 1977 a susținut teza de candidat  (echivalentă cu cea de doctor  în Republica Moldova actuală) cu un subiect ce viza aplicațiile laserilor în semiconductori la Universitatea din Moscova.  A fost membru al Consiliului tinerilor savanți de pe lângă Comitetul Central al Comsomolului din RSSM. În anul 1985 a fost președintele comitetului organizatoric local al școlii știinșifice unionale "Procese cuantice în câmpuri intense", care a avut loc la Chișinău în luna mai. 
În anul 1989 este doctor habilitat în științe fizico-matematice. După decesul academicianului Sergiu Rădăuțanu este șeful laboratorului de fizică a  compușilor ternari și multinari , creat ca parte a laboratului precedent. 
A fost deputat în Parlamentul Republicii Moldova în anii 1996-2000pe listele Blocului electoral „Alianța Braghiș”
A fost directorul Institutului de fizică aplicată al Academiei de Științe din Republica Moldova în anii 2000 -2015. 
Este președintele comitetului organizatoric al conferințelor anuale internaționale  de fizică a materialelor de la Chișinău, care se țin cu regularitate după anul 1986. 

## Opera
- Biblioteca de Stat a Rusiei[nefuncțională]
- Astrophysics Data System
- Astrophysics Data System
- Biblus Arhivat în 5 martie 2016, la Wayback Machine.